# 한국손해평가사협회
한국손해평가사협회(韓國損害評価士協會)는 손해평가사의 위상을 확립하여 손해평가사의 품위보전과 업무향상을 도모하고, 손해평가사제도의 발전에 기여하며 회원의 친목과 복리를 증진하기 위하여 설립된 사단법인이다. (우)14348 경기도 광명시 일직동 새빛공원로 67 광명역자이타워 B동 408호

## 관련 법률
- 농어업재해보험법[5]

## 연혁
- 2016년 5월 18일 제1회 손해평가사 합격생 배출
- 2016년 5월 28일 제1차 발기모임 (대전)
- 2016년 6월 10일 제2차 발기모임 (천안, 협회설립추진위원회 발족)
- 2016년 7월 2일 발기인대회 (대전)
- 2016년 8월 13일 한국손해평가사협회 창립총회 (천안, 초대 김창구 회장 선출, 창립회원 161명)[6]
- 2016년 10월 4일 농림축산식품부로부터 한국손해평가사협회 설립허가 취득
- 2016년 10월 18일 한국손해평가사협회 법인등기
- 2016년 11월 1일 한국손해평가사협회 공식업무 개시
- 2019년 3월 1일 제2대 김영우회장 취임
- 2021년 3월 1일 제3대 김창구회장 취임

## 주요 업무
- 회원의 권익옹호와 복리증진, 품위보전과 업무향상을 위한 사업
- 회원의 지도와 연락사무, 공제에 관한 사업
- 손해평가사 업무개발 및 제도개선에 관한 의견 개진
- 손해평가 업무에 관한 법규 및 약관의 조사, 연구에 따른 의견 개진
- 손해평가와 관련한 제도홍보, 통계 및 교육, 연수에 관한 사업
- 정부기관 또는 보험사업자 등으로부터 위탁받은 업무
- 기타 협회의 목적달성을 위해 필요한 사업

## 조직

### 회장
- 제도법무위원회
- 운영업무위원회
- 평가능력위원회

## 지회
서울지회 경기지회 인천지회
강원지회 충남지회 충북지회 경북지회 경남지회 전북지회 전남지회 제주지회
대전지회 부산지회 대구지회 광주지회   15개 지회로 구성됨

## 같이 보기
- 한국손해사정사회
- 보험개발원
- 한국손해사정사 법인협회